# 1912 год в театре
1912 год в театре

## Постановки
- 20 мая в Париже, на сцене театра Шатле «Русский балет Дягилева» представил свой новый спектакль — балет на музыку Милия Балакирева «Тамара» (хореография Михаила Фокина, либретто и оформление Льва Бакста). Главные партии исполнили Тамара Карсавина и Адольф Больм.

## Знаменательные события
В Екатеринбурге открылся новый городской театр.

## Персоналии

### Родились
- 5 января — Варвара Павловна Мей, советская балерина, педагог и автор книг по классическому танцу, заслуженный деятель искусств Башкирской АССР (1969)
- 21 января — Павел Шпрингфельд, советский актёр театра и кино, заслуженный артист РСФСР.
- 12 февраля — Всеволод Семёнович Якут, советский актёр театра и кино, лауреат Сталинской премии, народный артист СССР.
- 13 марта — Игорь Иванович Юшкевич, артист балета, балетный педагог, выдающийся мастер романтического репертуара.
  - Феликс Мориссо-Леруа, гаитянский драматург, театральный деятель.
- 9 апреля — Мария Юозапайтите, балерина, народная артистка Литовской ССР.
- 16 апреля — Евгений Валерианович Самойлов, советский и российский актёр театра и кино, дважды лауреат Сталинской премии, народный артист СССР.
- 2 мая — Куляш Жасымовна Байсеитова, казахская советская певица (лирико-колоратурное сопрано), народная артистка СССР (1936).
- 24 июня — Сергей Филиппов — советский актёр театра и кино.
- 17 сентября — Георгий Павлович Менглет — советский и российский актёр театра и кино, народный артист РСФСР.
- 23 октября – Пьер Бертон, французский актёр и драматург.
- 27 ноября – Дина Коча, румынская актриса.
- 12 декабря — Елена Павловна Кононенко, советская актриса театра и кино, заслуженная артистка РСФСР.
- 25 декабря — Стефан Николов Сырчаджиев,  болгарский режиссёр театра и кино, театральный педагог, Заслуженный артист НРБ.

### Скончались
- 8 февраля – Гиришчондро Гхош,  индийский актёр, драматург, театральный деятель
- 16 марта — Макс Буркгардт, австрийский драматург.
- 5 ноября — Атанас Кирчев, болгарский актёр и театральный деятель.